# توماس إلوي مارتينيز
توماس إلوي مارتينيز (بالإسبانية: Tomás Eloy Martínez)‏ هو صحفي وكاتب سيناريو وكاتب وأستاذ جامعي أرجنتيني، ولد في 16 يوليو 1934 في سان ميغيل دي توكومان في الأرجنتين، وتوفي في 31 يناير 2010 في بوينس آيرس في الأرجنتين.

## وصلات خارجية
- الموقع الرسمي
- توماس إلوي مارتينيز على موقع IMDb (الإنجليزية)
- توماس إلوي مارتينيز على موقع الموسوعة البريطانية (الإنجليزية)